# Bay Ridge – 95th Street
Bay Ridge – 95th Street – stacja końcowa metra nowojorskiego, na linii R. Znajduje się w dzielnicy Brooklyn, w Nowym Jorku oraz jest zlokalizowana za stacją 86th Street. Została otwarta 27 października 1925.